# 大薗治夫
大薗治夫（おおその はるお、1963年 - ）は、日本の作家。

## 人物・経歴
1982年東京都立新宿高等学校卒業、高校時代は一時硬式野球部に所属。1987年一橋大学商学部卒業後、大蔵省（現財務省）に入省した。証券局に配属。1992年にジョージ・ワシントン大学経済学部修士課程修了。主税局、北見税務署長、米州開発銀行出向を歴任し、1995年より在上海日本総領事館領事。1998年に大蔵省を退官し、同年より三和総合研究所（現三菱UFJリサーチ&コンサルティング）の上海現地法人の上席エコノミストに就き中国経済関連調査等を担った。同時に上海エクスプローラー代表取締役兼編集長として中国情報発信ポータルサイトを運営。この時期の著作としては、中国経済・ビジネスの実態を紹介・分析する書籍や論文が多く、上海関連のエッセイもある。2011年に同社退社後、株式会社オーズキャピタルを設立する一方で、おもに日中関連または経済関連の小説を執筆している。2012年にデビュー小説『カレンシー・ウォー 〜小説日中通貨戦争』を発刊した。

## 主要作品
- 『倭寇の海 英傑列伝　瓦氏夫人〜倭寇に勝ったスーパーヒロイン』（2021年12月28日） ISBN 979-8782208165
- 『未来技術奇譚集　素顔のままで』（2019年6月）（短編集）
- 『小説集　カレンシー・レボリューション』（2017年5月） ISBN 978-4434232633
- 『倭寇の海 英傑列伝　朱紈』（2016年2月18日）（中編）　ISBN 979-8764433189
- 『上海ノース・ステーション』（2015年2月16日）（短編）
- 『レンタル彼氏』（2014年9月3日）（短編）
- 『上海エイレーネー』（2014年1月）ISBN 978-4434187698
- 『洛陽の妹 はばたけない僕と上海の夏』（2013年11月12日）（短編集）
- 『カレンシー・ウォー ～小説日中通貨戦争』（2012年12月16日）ISBN 978-4990680701
- 上海、北京、広州等の都市別『便利帳』シリーズ ISBN 978-4635240697 等（編著）
- 『中国を味方にして大成功する方法ー日本流ビジネスで勝ち続ける人と企業』（2004年4月6日）ISBN 978-4062123716
- 『アジアのツボ　中国・香港・台湾・韓国』（2002年9月10日）ISBN 4-88319-243-1 （共著）